# Capnogryllacris trimaculata
Capnogryllacris trimaculata är en insektsart som först beskrevs av Griffini 1913.  Capnogryllacris trimaculata ingår i släktet Capnogryllacris och familjen Gryllacrididae. Inga underarter finns listade i Catalogue of Life.